# Ауди 920
Ауди 920 е последният модел на Ауди преди Втората световна война, наследник на Ауди 225. Произвежда се между 1938 и 1940 година в заводите на Хорх.
Първоначалната идея е този автомобил да се продава като по-малък модел Хорх. В крайна сметка Ауто Унион решава да го пласира като Ауди, заемащо мястото между по-големите модели на Хорх и по-малките на Вандерер.
Двигателят е преработен осемцилиндров агрегат на Хорх. Сега той е шестцилиндров редови с обем 3.3 литра. Мощността му еа – 75 к.с. (55 kW), а максималната скорост – 130 км/ч. Автомобилът е със задно задвижване и четиристепенна скоростна кутия.
Предлага се във вариантите лимузина с четири врати, и кабриолет с две врати. Произведени са около 1200 бройки.